# Sophronisca murina
Sophronisca murina är en skalbaggsart som beskrevs av Stefan von Breuning 1954. Sophronisca murina ingår i släktet Sophronisca och familjen långhorningar. Inga underarter finns listade i Catalogue of Life.